# ابيضاض الدم المحمر الحاد
يمثل ابيضاض الدم المحمر الحاد (إيه إي إل) شكلًا نادرًا من ابيضاض الدم النقوي الحاد (أقل من 5% من حالاته)، إذ يحدث التكاثر النقوي على حساب سلائف الأرومات الحمر. يعرّف تصنيف إف إيه بي (التصنيف الفرنسي الأمريكي البريطاني) المرض بأنه النوع إم6 «M6».

## العلامات والأعراض
ترتبط أعراض إيه إي إل الأكثر شيوعًا بقلة الكريات الشاملة (نقص في جميع أنواع خلايا الدم)، بما فيها التعب والالتهابات والنزيف الجلدي المخاطي. يُلاحظ فقدان الوزن والحمى والتعرق الليلي لدى نصف مرضى إيه إي إل تقريبًا عند تشخيصهم، ويعاني جميع المرضى تقريبًا فقر الدم، مع انخفاض مستوى الهيموغلوبين دون 10 غ/دل في 77% من الحالات. عُثر على علامات قلة الصفيحات في نحو نصف مرضى إيه إي إل.

## الأسباب
إن أسباب إيه إي إل غير معروفة. قبل إعادة منظمة الصحة العالمية التصنيف في عام 2008، صُنفت الحالات التي تطورت من متلازمات خلل التنسج النقوي، والأورام النقوية التكاثرية، والعلاج الكيميائي لأنواع السرطان الأخرى أو التعرض للسموم على أنها حالات إيه إي إل ثانوي. من المرجح الآن أن يتم تصنيف هذه الحالات على أنها ابيضاض دم نخاعي حاد مع تغيرات متعلقة بخلل التنسج النقوي أو سرطان الدم النخاعي المرتبط بالعلاج.

## التشخيص
يمكن تصنيف ابيضاضات الدم الحمراء الحادة على النحو التالي:

### إم6إيه (M6a) (ابيضاض الدم الاحمراري)
تصل نسبة الأرومات الحمراء فيه إلى 50% أو أكثر من جميع خلايا نقي العظم المنواة، مع بروز شذوذ تكوّن الكريات الحمر، إضافةً إلى وجود الأرومات النقوية بنسبة 20% أو أكثر من الخلايا المتبقية (غير الكريات الحمر).

### إم6بي M6b)) (ابيضاض الدم المحمر النقي)
في حالات نادرة، تمثل سلالة الكريات الحمر المكون الوحيد الواضح في ابيضاض الدم الحاد، بينما لا تظهر الأرومات النخاعية. يتألف مكوّن الكريات الحمر غالبًا أو حصريًا من سليفات الأرومة الحمراء والأرومات الحمراء القعدة. قد تشكل هذه الخلايا 90% أو أكثر من عناصر النقي. يجب تصنيف هذه الحالات على أنها لوكيميا حادة رغم هذا النقص الحاصل في الأرومات النقوية. وفق اقتراح منظمة الصحة العالمية، صُنف ابيضاض الدم الأرومي الذي يقتصر على سلسلة الكريات الحمر من الخباثات المحمرة النقية.

### إم6سي (M6c) (ابيضاض الدم الاحمراري وابيضاض الدم المحمر النقي)
يُعد متغير مختلط غني بسليفات الأرومات الحمراء والأرومات النقوية.

## العلاج
عادةً ما يشابه علاج ابيضاض الدم الاحمراري علاج الأنواع الأخرى من إيه إم إل، دون تحديده بطريقة أخرى، ويتألف من العلاج الكيميائي الذي يشمل غالبًا السيتارابين، والداونوروبيسين، والإيداروبيسين، وقد يشمل أيضًا زرع نقي العظم.

## الإنذار
المعلومات المتعلقة بالإنذار محدودة بسبب ندرة هذه الحالة، لكنه يبدو مشابهًا لإنذار إيه إم إل عمومًا، مع الأخذ في الاعتبار عوامل الخطر الأخرى. إن ابيضاض الدم المحمر الحاد (إم6) ذو إنذار ضعيف نسبيًا. وجدت دراسة أجريت عام 2010 على 124 مريضًا أن متوسط البقيا الإجمالي قد بلغ 8 أشهر. وجدت دراسة أجريت عام 2009 على 91 مريضًا أن متوسط البقيا عند مرضى ابيضاض الدم الاحمراري الكريات الحمر بلغ 36 أسبوعًا، دون رصد فرق ذي دلالة إحصائية عن مرضى إيه إم إل الآخرين. تبين أن فترة البقيا الخالية من الأمراض أقصر بكثير لدى مرضى إيه إي إل، بمتوسط 32 أسبوعًا، لكن هذا التأثير فُسر من طريق العوامل الإنذارية الأخرى؛ غالبًا ما يرتبط إيه إي إل بعوامل خطر أخرى، مثل الأنماط الوراثية أحادية الصبغي ووجود قصة إصابة بمتلازمة خلل التنسج النقوي. يكون الإنذار أسوأ في المرضى المسنين، الذين أصيبوا سابقًا بمتلازمة خلل التنسج النقوي، وفي المرضى الذين سبق لهم تلقي العلاج الكيميائي لعلاج ورم مختلف.